# Olympische Winterspiele 1944
Die Olympischen Winterspiele 1944, welche wegen der Absage der Olympischen Winterspiele 1940 als V. Olympische Winterspiele bezeichnet worden wären, hätten nach der Wahl vom 9. Juni 1939 im italienischen Cortina d’Ampezzo stattfinden sollen. Andere Bewerberstädte waren Montreal in Kanada und das norwegische Oslo.
Die Spiele wurden vom IOC wegen des Zweiten Weltkriegs im Sommer 1941 abgesagt.
Später erhielt Cortina d’Ampezzo vom IOC den Zuschlag für die Olympischen Winterspiele 1956.

## Wahl des Austragungsortes
|                   | 1. Wahlgang | 2. Wahlgang |
| ----------------- | ----------- | ----------- |
| Cortina d’Ampezzo | 16          | 16          |
| Montreal          | 11          | 12          |
| Oslo              | 7           | 2           |
| Enthaltungen      | 1           | 5           |